# بلانكا سافاي
بلانكا سافاي مواليد 24 أكتوبر 1993 في المجر، هي لاعبة كرة مضرب مجرية بدأت مسيرتها كمحترفة سنة 2009. أعلى تصنيف لها في الفردي كان 995. أعلى تصنيف لها في الزوجي كان المركز الـ 471 في سنة 2010.

## روابط خارجية
- بلانكا سافاي على موقع رابطة محترفات التنس (الإنجليزية)
- بلانكا سافاي على موقع الاتحاد الدولي لكرة المضرب (الإنجليزية)